# Peredur
Pour les articles homonymes, voir Peredur (prénom).
Peredur (Peredurus en latin) est un roi légendaire de l’île de Bretagne (actuelle Grande-Bretagne), dont l’« histoire » est rapportée par Geoffroy de Monmouth dans son Historia regum Britanniae (vers 1135). Il est le dernier des cinq fils du roi Morvidus.

## Le royaume de l’île de Bretagne
Après la guerre de Troie, Énée arrive en Italie, avec son fils Ascagne et devient le maître du royaume des Romains. Son petit-fils Brutus est contraint à l’exil après avoir accidentellement tué son père. Après une longue navigation, Brutus débarque dans l’île de Bretagne, l’occupe et en fait son royaume. Il épouse Innogen dont il a trois fils. À sa mort, le royaume est partagé en trois parties et ses fils lui succèdent : Locrinus reçoit le centre de l’île auquel il donne le nom de « Loegrie », Kamber reçoit la « Cambrie » (actuel pays de Galles) et lui donne son nom, Albanactus hérite de la région du nord et l’appelle « Albanie » (Écosse). À la suite de l’invasion de l’Albanie par les Huns et de la mort d’Albanactus, le royaume est réunifié sous la souveraineté de Locrinus. C’est le début d’une longue liste de souverains.

## Le règne de Peredur
À la mort du roi Morvidus, Arthgallo son fils ainé lui succède. Il est bientôt destitué par une révolte des nobles qu’il dépouille de leurs richesses. Son frère Elidur le remplace sur le trône. Pendant 5 ans, le roi déchu tente vainement de constituer une armée afin de reprendre sa place. À la suite d’une rencontre fortuite en forêt de Calaterium, Elidur restaure Arthgallo à la tête du royaume, son règne va durer 10 ans.
Elidur reprend la couronne pour une seconde fois. Mais Ingen et Peredur, les deux autres frères lèvent une armée et se rebellent contre le roi. Celui-ci est vaincu et fait prisonnier dans une tour de Trinovantum. Les nouveaux rois se partagent le territoire, Ingen prend l’ouest de la Humber et Peredur accapare l’est avec l’Albanie. Ingen meurt sept ans plus tard, Peredur récupère alors la totalité du royaume et « gouverne avec bienveillance et modération ».

## l'Addanc
Selon une légende, l'Addanc, un monstre, était chassé par les fils du seigneur de la région où vivait le monstre. Mais l'Addanc tuait systématiquement les fils du seigneur. Cependant, ce dernier possédait un chaudron magique qui permettait de les ramener à la vie. Ainsi, ils étaient systématiquement tués puis ressuscités. Un jour, Peredur leur proposa son aide mais ils refusèrent car le chaudron ne pouvait ressusciter que les fils du seigneur.
Peredur, voulant tout de même donner son aide, partit seul pour l'antre de l'Addanc. En chemin, il rencontra une femme extrêmement belle qui lui proposa un marché : en échange de l'amour de Peredur, elle lui donnerait une pierre d'invisibilité. Peredur accepta le marché et lorsqu'il enta dans la tanière du monstre, il se rendit invisible. Il put donc approcher l'Addanc sans crainte et le décapita. Après avoir retrouvé la mystérieuse femme, qui était en fait l'impératrice des fées Cristinobyl. Il resta quatorze ans avec elle et fut instruit en magie.

## Sources
- (en) Peter Bartrum, A Welsh classical dictionary: people in history and legend up to about A.D. 1000, Aberystwyth, National Library of Wales, 1993, p. 615  PEREDUR ap MORUDD. (Fictitious). (218-207 B.C.)

- Geoffroy de Monmouth, Histoire des rois de Bretagne, traduit et commenté par Laurence Mathey-Maille, Les Belles lettres, coll. « La Roue à livres », Paris, 2004,  (ISBN 2-251-33917-5).